# 六進法
六進法（ろくしんほう、英: senary、独: Sechsersystem）とは、6 を底とし、底およびその冪を基準に数を表す方法である。英語名の"senary"は、ラテン語で「六個一組」を意味する"senarius"にちなむ。

## 記数法

### 整数

#### 整数の表記

サイコロの六つの面。
丸が六つある面が「10」となる。
小数も、0.1が六つ集まると「1」になる。

六進記数法とは、六を底とする位取り記数法である。慣用に従い、通常のアラビア数字は十進数で表記し、六進記数法の表記は括弧および下付の 6 で表す。六進記数法で表された数を六進数と呼ぶ。通常は、0, 1, 2, 3, 4, 5 の計 6 個の数字を用い、六を 10、七を 11、八を 12 …と表記する。
| 六進法 | 0 | 1 | 2 | 3 | 4 | 5 | 10 | 11 | 12 | 13 | 14 | 15 | 20 | 21 | 22 | 23 | 24 | 25 | 30 | 31 | 32 |
| 十進法 | 0 | 1 | 2 | 3 | 4 | 5 | 6  | 7  | 8  | 9  | 10 | 11 | 12 | 13 | 14 | 15 | 16 | 17 | 18 | 19 | 20 |

| 六進法 | 33 | 34 | 35 | 40 | 41 | 42 | 43 | 44 | 45 | 50 | 51 | 52 | 53 | 54 | 55 | 100 | 101 | 102 | 103 | 104 |
| 十進法 | 21 | 22 | 23 | 24 | 25 | 26 | 27 | 28 | 29 | 30 | 31 | 32 | 33 | 34 | 35 | 36  | 37  | 38  | 39  | 40  |

### 倍数判定と素数
十進法と六進法は、「6と10はともに2と素数の積」2の冪数の扱いは同じになる。しかし、六進法では「5＋1 = 10」「2×3 = 10」となるので、十進法と比べた時に、3と5の立場が逆転するだけではなく、9(＝13(6)＝32)と5の立場も逆転する。更に、2と3の冪指数が同じなので、2の冪数と3の冪数が同等の地位になる。
3と5が逆転する例
- 六進法では、3の倍数は一の位が3か0のどれかになる。一の位が3ならば3の倍数であり、素数にはならない。
- 六進法では、11（七）以後の素数は、一の位が1か5のどれかである。
- 十進法では1/5が0.2（つまり十分の二）だが、六進法では1/3が0.2（つまり六分の二）になる。同じく、六進法では、2の冪数の逆数は3の冪数になり、3の冪数の逆数は2の冪数になる。
- 「3×5」の数は、十進法では「15」「十五」となり5の倍数の仲間だが、六進法では「23」「二六三」となり3の倍数の仲間になる。
  - 3×5/100の小数は、十進法では0.15、六進法では0.23となるが、既約分数が十進法では「二十分の三」「素因数分解すると3/22×5」になるが、六進法では「二六分の五」「素因数分解すると5/22×3」になる。仲間になる冪数も、十進数0.15は25 (＝52)だけに対して、六進数0.23は13 (＝32)と43 (＝33)の計二つになる。
- 小数に変えると37(10) = 101(6)の倍数が循環する無限小数になる単位分数は、十進法が1/3、1/32 (= 1/9)、1/33 (= 1/27(10)) に対して、六進法では 1/5 や 1/11(6) (= 1/7) になる。
  - 例：2/5 = 0.2222…（2222 = 518(10)）、4/11 = 0.3232…（3232 = 740(10)）
- 六進数では、5p ÷ 3p（pは同じ冪指数）の小数点を消した値は、十の冪数になる。
  - 例：52÷32 = 41÷13 = 2.44（244(6)＝100(10)）
  - 例：53÷33 = 325÷43 = 4.344（4344(6)＝1000(10)）

9と5が逆転する例
- 六進数では、5の倍数は各位の数の和も5の倍数になる。
- 3の冪数は一の位も3になる。「100のm/4」となる整数は全て9の倍数で、「100のm/9」となる整数は全て4の倍数である。
- 十進法では乗算表が81(10)（34＝81）種類になるが、六進法では16(10)（24＝24）の倍数が81(10)（34＝213）種類になる。同じく、81(10)（213）の倍数も16(10)（24）種類になる。
  - 81(10)（213）の倍数のうち奇数は、下四桁が 0213, 1043, 1513, 2343, 3213, 4043, 4513, 5343 のどれかになる。

#### 倍数判定法
六進法では2と3の倍数が一目で判る上に、割り切れない5の倍数の判定も可能になる。十進法では 5n×3 と 5n×32 が判定可能なのに対して、六進法では 3n や 3n×5 が判定可能になる。また、2n と 2n×5 の倍数は、十進法では 5n 種類になるが、六進法では 3n 種類になる。
| 一の位が0    | 2と3で割り切れる（10(＝6)の倍数） |
| 一の位が1か5 | 2でも3でも割り切れない            |
| 一の位が2か4 | 2で割り切れるが、3で割り切れない  |
| 一の位が3    | 2で割り切れないが、3で割り切れる  |

| 下二桁が00                                   | 4でも13(＝9)でも割り切れる（100(＝36(10))の倍数） |
| 下二桁が 04,12,20,24,32,40,44,52,00 のどれか | 4の倍数（複偶数）                                 |
| 下二桁が 02,10,14,22,30,34,42,50,54 のどれか | 2で割り切れるが、4では割り切れない（単偶数）      |
| 下二桁が 13,30,43,00 のどれか                | 13(＝9)の倍数                                     |
| 一の位が 03,10,20,23,33,40,50,53 のどれか    | 3で割り切れるが、13(＝9)では割り切れない          |

個別の倍数判定も、以下のようになる。素因数分解を左に【】で示す。
基本的な倍数判定
- 【2】2：一の位が2か4か0
- 【3】3：一の位が3か0
- 【22】4：下二桁が｛04,12,20,24,32,40,44,52,00｝のどれか。計9 (= 32) 種類。
- 【5】5：各位の数字和が5の倍数
- 【2×3】10（＝6(10)）：一の位が0
- 【32】13（＝9(10)）：下二桁が｛13,30,43,00｝のどれか。計4 (= 22) 種類。
- 【2×5】14（＝10(10)）：各位の数字和が5の倍数、かつ一の位が 2か4か0。
- 【3×5】23（＝15(10)）：各位の数字和が5の倍数、かつ一の位が 3か0 。
- 【22×32】100（＝36(10)）：下二桁が00 。

その他の主要な数
- 【11】11（＝7(10)）：二桁のゾロ目、あるいは二桁ゾロ目に0がいくつも付く。｛例：220(＝84(10))、3311(＝763(10))｝
- 【23】12（＝8(10)）：下三桁が12の倍数｛012,024,040 … 532,544,000｝。｛計43(＝27(10)) 種類。例：1224(＝304(10))｝
- 【22×3】20（＝12(10)）：下二桁が｛20,40,00｝のどれか。｛例：3440＝580(12)＝816(10)｝
- 【24】24（＝16(10)）：下四桁が24の倍数。｛計213(＝81(10)) 種類。例：12544＝1936(10)｝
- 【2×32】30（＝18(10)）：下二桁が 30 か00 。
- 【22×5】32（＝20(10)）：各位の数字和が5の倍数、かつ下二桁が｛04,12,20,24,32,40,44,52,00｝のどれか。｛例：13204＝510(20)＝2020(10)｝
- 【23×3】40（＝24(10)）：一の位が0、かつ整数第三位〜第二位が｛04,12,20,24,32,40,44,52,00｝のどれか。｛例：1520＝408(10)｝
- 【52】41（＝25(10)）：「一の位以外」から「一の位を4倍」を引き、その差が0か、その差を41で割って余りが0。｛例：13051 = 1975(10)｝
- 【33】43（＝27(10)）：下三桁が｛043,130,213,300,343,430,513,000｝のどれか。｛例：1213 = 297(10)｝
- 【2×3×5】50（＝30(10)）：各位の数字和が5の倍数、かつ一の位が0。
- 【23×5】104（＝40(10)）：各位の数字和が5の倍数、かつ下三桁が12の倍数。｛計43(＝27(10)) 種類。例：2012(＝440(10))｝
- 【22×3×5】140（＝60(10)）：各位の数字和が5の倍数、かつ下二桁が｛20,40,00｝のどれか。｛例：13100＝1980(10)｝
- 【34】213（＝81(10)）：下四桁が213の倍数。｛計24(＝16(10)) 種類。例：14043＝2187(10)｝
- 【22×52】244（＝100(10)）：「一の位以外」から「一の位を4倍」を引き、その差が0か、その差を41で割って余りが0になり、その上で下二桁が4の倍数。｛例：3412 = 800(10)｝

### 小数と除算

#### 小数の位取り
六進法では「5 + 1 = 10」「2×3 = 10」になるので、2と3という基本的な数による演算が非常に容易である。
小数の位取りは、0.1が「六分の一」に続いて、0.01は「三十六分の一」、0.001は「二百十六分の一」となる。

#### 整数の除算
六進法の整数の除算では、100や1000など桁上がりの冪数も三分割が可能になり、10(六)の冪指数と同じ2の冪数と3の冪数で割り切れることになる。例えば、1000ならば23と33の両方で割り切れ、かつ2と3の冪指数が同じになる。
100 ÷ 3 = 20
十進法の整数の除算では、「四分割（2-2）は百（100）まで待たねばならない」上に、100は三分割も九分割（3-2）もできない。しかし、六進法の整数の除算では、「四分割は三十六（100）まで待たねばならない」が、「九分割も三十六（100）まで待てばいい」。「100個の饅頭」が、六進法では以下のように分けることができる。
- 二分割：100個 ÷ 2人 = 30個 → 十進換算値は「36個 ÷ 2人 = 18個」
- 三分割：100個 ÷ 3人 = 20個 → 十進換算値は「36個 ÷ 3人 = 12個」
- 四分割：100個 ÷ 4人 = 13個 → 十進換算値は「36個 ÷ 4人 = 9個」「62個 ÷ 22人 = 32個」
- 六分割：100個 ÷ 10人 = 10個 → 十進換算値は「36個 ÷ 6人 = 6個」
- 九分割：100個 ÷ 13人 = 4個 → 十進換算値は「36個 ÷ 9人 = 4個」「62個 ÷ 32人 = 22個」

1000 ÷ 3 = 200
六進法の「1000人」は十進法で「216人」、同じく「200人」は十進法で「72人」になる。
- 二分割：1000人 ÷ 2 = 300人 → 十進換算値は「216人 ÷ 2 = 108人」
- 三分割：1000人 ÷ 3 = 200人 → 十進換算値は「216人 ÷ 3 = 72人」
- 四分割：1000人 ÷ 4 = 130人 → 十進換算値は「216人 ÷ 4 = 54人」
- 六分割：1000人 ÷ 10 = 100人 → 十進換算値は「216人 ÷ 6 = 36人」
- 八分割：1000人 ÷ 12 = 43人 → 十進換算値は「216人 ÷ 8 = 27人」「63人 ÷ 23 = 33人」
- 九分割：1000人 ÷ 13 = 40人 → 十進換算値は「216人 ÷ 9 = 24人」
- 二十七分割：1000人 ÷ 43 = 12人 → 十進換算値は「216人 ÷ 27 = 8人」「63人 ÷ 33 = 23人」
- 八分の五：1000人 × (5/12) = 343人 → 十進換算値は「216人 × (5/8) = 135人」
- 二十七分の十：1000人 × (14/43) = 212人 → 十進換算値は「216人 × (10/27) = 80人」

10000 ÷ 3 = 2000
- 二分割：10000 ÷ 2 = 3000 → 十進換算値は「1296 ÷ 2 = 648」
- 三分割：10000 ÷ 3 = 2000 → 十進換算値は「1296 ÷ 3 = 432」
- 四分割：10000 ÷ 4 = 1300 → 十進換算値は「1296 ÷ 4 = 324」
- 六分割：10000 ÷ 10 = 1000 → 十進換算値は「1296 ÷ 6 = 216」
- 八分割：10000 ÷ 12 = 430 → 十進換算値は「1296 ÷ 8 = 162」
- 九分割：10000 ÷ 13 = 400 → 十進換算値は「1296 ÷ 9 = 144」
- 十六分割：10000 ÷ 24 = 213 → 十進換算値は「1296 ÷ 16 = 81」「64 ÷ 24 = 34」
- 二十七分割：10000 ÷ 43 = 120 → 十進換算値は「1296 ÷ 27 = 48」
- 八十一分割：10000 ÷ 213 = 24 → 十進換算値は「1296 ÷ 81 = 16」「64 ÷ 34 = 24」

#### 小数を含めた除算
二分割と三分割
十進法は1/3が割り切れないのに対して、六進法では十の冪数も2の冪数も三分割することができる。
- 五十一の二分割
  - 十進法：51 ÷ 2 = 25.5
  - 六進法：123 ÷ 2 = 41.3
- 百の三分割
  - 十進法：100 ÷ 3 = 33.3333…
  - 六進法：244 ÷ 3 = 53.2
  - 十進法：100 × (2/3) = 66.6666…
  - 六進法：244 × (2/3) = 150.4
- 千の三分割
  - 十進法：1000 ÷ 3 = 333.3333…
  - 六進法：4344 ÷ 3 = 1313.2
- 26の三分割
  - 八進法：100 ÷ 3 = 25.2525…
  - 十進法：64 ÷ 3 = 21.3333…
  - 六進法：144 ÷ 3 = 33.2
- 28の三分割
  - 十進法：256 ÷ 3 = 85.3333…
  - 六進法：1104 ÷ 3 = 221.2
- 28の五分割
  - 十進法：256 ÷ 5 = 51.2
  - 六進法：1104 ÷ 5 = 123.1111…

四分割と九分割（2-2と3-2）
十進法で「100分率」を作ると「百分率」だが、六進法で「100分率」を作ると「三十六分率」になる。「三十六分率」になると、十進法の1/3の数量で、「m/4」と「m/9」を同じ桁数で実行することができる。
- 十進法：75 ÷ 100 = 0.75 → 75 ％
- 六進法：203 ÷ 244 = 0.43 → 43 (三十六分率)
- 十進法：2 ÷ 3 = 0.6666… → 66.6666… ％
- 六進法：2 ÷ 3 = 0.4 → 40 (三十六分率)
- 十進法：8 ÷ 9 = 0.8888… → 88.8888… ％
- 六進法：12 ÷ 13 = 0.52 → 52 (三十六分率)
- 十進法：90 ÷ 100 = 0.9 → 90 ％
- 六進法：230 ÷ 244 = 0.5222… → 52.2222… (三十六分率)

その他、「2の冪数」や「十の冪数」の九分割の例は以下の通りになる。
- 六進法：144 ÷ 13 = 11.04
- 六進法：1104 ÷ 13 = 44.24
- 十進法：100 ÷ 9 = 11.1111…
- 六進法：244 ÷ 13 = 15.04

八分割（2-3）と二十七分割（3-3）
十進数では m/33 (= m/27(10)) は割り切れず、37(10) (= 101(6)) の倍数三桁が循環するが、六進数では m/33 (= m/43(6))は割り切れて23＝12(6)＝8(10)の倍数になる。m/23 の小数も、十進数では 53 (= 125(10) = 325(6))の倍数だが、六進数では 33 (= 43(6) = 27(10))の倍数になる。

従って、六進数では、23 (＝12(6)＝8(10))で割ると被除数の33 (＝43(6)＝27(10))倍の数が現れ、33 (＝43(6)＝27(10))で割ると被除数の23 (＝12(6)＝8(10))倍の数が現れる。
- 十進法：3 ÷ 10 = 0.3
- 六進法：3 ÷ 14 = 0.14444…
- 十進法：8 ÷ 27 = 0.296296…
- 六進法：12 ÷ 43 = 0.144

23/33 の小数は、十進法では割り切れずに 37×8 = 296 が循環するのに対して、六進法では割り切れて 12×12 = 144 が現れ、これを十進法で換算すると 8×8 = 64 になる。「十分の三」が割り切れない一方で、その概数である「二十七分の八」は「四六三分の六二」として計数され、割り切れる小数になる。

このように、六進法は六分割で一桁下がるので、三分割、九分割、二十七分割など、3の冪数で分ける方法がかなり便利になる。
- 十進法：3 ÷ 8 = 0.375
- 六進法：3 ÷ 12 = 0.213

3/8の小数は、小数点を消すと十進法が 375(10) = 3×53 に対して、六進法は 213(6) = 3×33 = 81(10) が現れる。これらを分数化すると、十進法が (375/1000)10 に対して、六進法は (81/216)10 = (213/1000)6 になる。
その他、2-3、3-3、列びに5-2を伴う除算の例は、以下のようになる。
- 28 ÷ 33
  - 十進法：256 ÷ 27 = 9.481…
  - 六進法：1104 ÷ 43 = 13.252
- 28 ÷ 52
  - 十進法：256 ÷ 25 = 10.24
  - 六進法：1104 ÷ 41 = 14.12350…

2と3の冪指数が4以上
六進法は2と3の冪指数が同じなので、十六分割（2-4）と同じく八十一分割（3-4）も容易である。その他、2と3の冪指数が4以上の計算例は、以下のようになる。
- 38 ÷ 24
  - 十進法：6561 ÷ 16 = 410.0625（十進帯分数：410と625/10000＝410と3/16）
  - 六進法：50213 ÷ 24 = 1522.0213（十進帯分数：410と81/1296＝410と3/16）
- (212)10 ÷ 34 ｛ (220)6 ÷ 34｝
  - 十進法：4096 ÷ 81 = 50.567901234…
  - 六進法：30544 ÷ 213 = 122.3224（十進帯分数：50と736/1296＝50と46/81）
- 十進分数 11/64（11÷26）
  - 十進法 11 ÷ 64 = 0.171875
  - 六進法：15 ÷ 144 = 0.101043（十進数に換算して 8019/46656）
- 十進分数 31/729（31÷36）
  - 十進法：31 ÷ 729 = 0.04252400548…
  - 六進法：51 ÷ 3213 = 0.013104（十進数に換算して 1984/46656）
- 十進分数 135/256｛(33×5) ÷ 28｝
  - 十進法：135 ÷ 256 = 0.52734375
  - 六進法：343 ÷ 1104 = 0.30552343（十進数に換算して 885735/1679616）
- 十進分数 2000/6561｛(24×53) ÷ 38｝
  - 十進法：2000 ÷ 6561 = 0.30483158055…
  - 六進法：13132 ÷ 50213 = 0.14545104（十進数に換算して 512000/1679616）

#### 小数表
分数を六進法の小数に変換すると、「二分の一」と「三分の一」が小数第一位、「四分の一」と「九分の一」が小数第二位、「八分の一」と「二十七分の一」が小数第三位となる。つまり、2-nと3-nがそのまま「小数第n位」になる。しかし、五分の一だけが割り切れず、循環節が一桁になる。
小数第一位
- 1/2 = 0.3
- 1/3 = 0.2
- 2/3 = 0.4

小数第二位
- 基本的な分数
  - 1/4 = 0.13（十進換算で 9/36 = 1/4）
  - 3/4 = 0.43（十進換算で 27/36 = 3/4）
  - (1/9)10 = 1/13 = 0.04（十進換算で 4/36 = 1/9）
  - (2/9)10 = 2/13 = 0.12（十進換算で 8/36 = 2/9）
  - (4/9)10 = 4/13 = 0.24（十進換算で 16/36 = 4/9）
  - (5/9)10 = 5/13 = 0.32（十進換算で 20/36 = 5/9）
  - (7/9)10 = 11/13 = 0.44（十進換算で 28/36 = 7/9）
  - (8/9)10 = 12/13 = 0.52（十進換算で 32/36 = 8/9）

| 分数   | 1/2 | 1/3     | 2/3     | 1/4  | 3/4  | 1/5     | 2/5     | 3/5     | 4/5     |
| ------ | --- | ------- | ------- | ---- | ---- | ------- | ------- | ------- | ------- |
| 六進法 | 0.3 | 0.2     | 0.4     | 0.13 | 0.43 | 0.1111… | 0.2222… | 0.3333… | 0.4444… |
| 十進法 | 0.5 | 0.3333… | 0.6666… | 0.25 | 0.75 | 0.2     | 0.4     | 0.6     | 0.8     |

| 六進分数 | 1/10    | 5/10    | 1/14    | 3/14    | 11/14   | 13/14   |
| -------- | ------- | ------- | ------- | ------- | ------- | ------- |
| 六進小数 | 0.1     | 0.5     | 0.0333… | 0.1444… | 0.4111… | 0.5222… |
| 十進小数 | 0.1666… | 0.8333… | 0.1     | 0.3     | 0.7     | 0.9     |
| 十進分数 | 1/6     | 5/6     | 1/10    | 3/10    | 7/10    | 9/10    |

従って、1/2にするには0.3を掛ける、1/3にするには0.2を掛ける、2/3にするには0.4を掛ける、3/4にするには0.43を掛ける、(4/9)10にするには0.24を掛ける、(5/8)10にするには0.343を掛ける、(8/27)10にするには0.144を掛ける、という方法でも算出できる。

#### 単位分数と無理数
割り切れない小数の循環節は下線で示す。六は三では割り切れるが五では割り切れないので、五で割った際に循環小数になる例が多数現れる。六進法の除算の特筆すべき点として、一桁の整数のうち、単位分数にすると割り切れない数は五だけである。六は二と三で割り切れる最小の数なので、三の累乗数である九（六進法では13）や二十七（六進法では43）でも循環小数にならずに割り切れ、小数化すると割り切れない分数はかなり少なくなる。
又、十進法と六進法に共通する特徴として、割り切れない小数に37(10)＝101(6)の倍数が現れる。これは、十の三乗と六の四乗が、37(10)＝101(6)の倍数の次に来るためである。実際に、十進法999 (= 1000－1) は六進法4343（十進換算で33×37＝999）、六進法5555 (= 10000－1) は十進法1295（六進換算で5×11×101＝5555、十進換算で5×7×37＝1295）である。63までの逆数を見ても、全体的に六進法と十進法は循環節が短い傾向が見られ、十進法で3-3の循環節が3桁に対して、六進法の5-2も循環節が5桁である。
| 除数                          | 2     | 3      | 4     | 5         | 10 (六) | 11 (七)   | 12 (八) | 13 (九) | 14 (十)  |
| ----------------------------- | ----- | ------ | ----- | --------- | ------- | --------- | ------- | ------- | -------- |
| 被除数が1                     | 0.3   | 0.2    | 0.13  | 0.1111…   | 0.1     | 0.0505…   | 0.043   | 0.04    | 0.0333…  |
| 被除数が4                     | 2     | 1.2    | 1     | 0.4444…   | 0.4     | 0.3232…   | 0.3     | 0.24    | 0.2222…  |
| 被除数が10 （十進法の6）      | 3     | 2      | 1.3   | 1.1111…   | 1       | 0.5050…   | 0.43    | 0.4     | 0.3333…  |
| 被除数が14 （十進法の10）     | 5     | 3.2    | 2.3   | 2         | 1.4     | 1.2323…   | 1.13    | 1.04    | 1        |
| 被除数が35 （十進法の23）     | 15.3  | 11.4   | 5.43  | 4.3333…   | 3.5     | 3.1414…   | 2.513   | 2.32    | 2.1444…  |
| 被除数が50 （十進法の30）     | 23    | 14     | 11.3  | 10        | 5       | 4.1414…   | 3.43    | 3.2     | 3        |
| 被除数が100 （十進法の36）    | 30    | 20     | 13    | 11.1111…  | 10      | 5.0505…   | 4.3     | 4       | 3.3333…  |
| 被除数が140 （十進法の60）    | 50    | 32     | 23    | 20        | 14      | 12.3232…  | 11.3    | 10.4    | 10       |
| 被除数が244 （十進法の100）   | 122   | 53.2   | 41    | 32        | 24.4    | 22.1414…  | 20.3    | 15.04   | 14       |
| 被除数が325 （十進法の125）   | 142.3 | 105.4  | 51.13 | 41        | 32.5    | 25.5050…  | 23.343  | 21.52   | 20.3     |
| 被除数が1000 （十進法の216）  | 300   | 200    | 130   | 111.1111… | 100     | 50.5050…  | 43      | 40      | 33.3333… |
| 被除数が1104 （十進法の256）  | 332   | 221.2  | 144   | 123.1111… | 110.4   | 100.3232… | 52      | 44.24   | 41.3333… |
| 被除数が4344 （十進法の1000） | 2152  | 1313.2 | 1054  | 532       | 434.4   | 354.5050… | 325     | 303.04  | 244      |

| 素因数分解 | 六進分数 | 六進小数                      | 十進小数      | 十進分数 |
| ---------- | -------- | ----------------------------- | ------------- | -------- |
| 2×3        | 1/10     | 0.1                           | 0.1666…       | 1/6      |
| 11         | 1/11     | 0.0505…                       | 0.142857…     | 1/7      |
| 23         | 1/12     | 0.043                         | 0.125         | 1/8      |
| 32         | 1/13     | 0.04                          | 0.1111…       | 1/9      |
| 2×5        | 1/14     | 0.0333…                       | 0.1           | 1/10     |
| 15         | 1/15     | 0.0313452421…                 | 0.0909…       | 1/11     |
| 2×3        | 1/20     | 0.03                          | 0.08333…      | 1/12     |
| 3×5        | 1/23     | 0.0222…                       | 0.0666…       | 1/15     |
| 24         | 1/24     | 0.0213                        | 0.0625        | 1/16     |
| 2×32       | 1/30     | 0.02                          | 0.0555…       | 1/18     |
| 2×5        | 1/32     | 0.01444…                      | 0.05          | 1/20     |
| 23×3       | 1/40     | 0.013                         | 0.041666…     | 1/24     |
| 52         | 1/41     | 0.01235…                      | 0.04          | 1/25     |
| 3          | 1/43     | 0.012                         | 0.037…        | 1/27     |
| 25         | 1/52     | 0.01043                       | 0.03125       | 1/32     |
| 2×32       | 1/100    | 0.01                          | 0.02777…      | 1/36     |
| 23×5       | 1/104    | 0.005222…                     | 0.025         | 1/40     |
| 24×3       | 1/120    | 0.0043                        | 0.0208333…    | 1/48     |
| 2×52       | 1/122    | 0.004153…                     | 0.02          | 1/50     |
| 2×33       | 1/130    | 0.004                         | 0.0185…       | 1/54     |
| 210        | 1/144    | 0.003213                      | 0.015625      | 1/64     |
| 23×32      | 1/200    | 0.003                         | 0.013888…     | 1/72     |
| 24×5       | 1/212    | 0.0024111…                    | 0.0125        | 1/80     |
| 34         | 1/213    | 0.0024                        | 0.012345679…  | 1/81     |
| 25×3       | 1/240    | 0.00213                       | 0.01041666…   | 1/96     |
| 2×52       | 1/244    | 0.0020543…                    | 0.01          | 1/100    |
| 2×33       | 1/300    | 0.002                         | 0.00925…      | 1/108    |
| 53         | 1/325    | 0.001421125322404 3351545031… | 0.008         | 1/125    |
| 211        | 1/332    | 0.0014043                     | 0.0078125     | 1/128    |
| 24×32      | 1/400    | 0.0013                        | 0.0069444…    | 1/144    |
| 25×5       | 1/424    | 0.00120333…                   | 0.00625       | 1/160    |
| 2×34       | 1/430    | 0.0012                        | 0.0061728395… | 1/162    |
| 210×3      | 1/520    | 0.001043                      | 0.005208333…  | 1/192    |
| 23×52      | 1/532    | 0.00102514…                   | 0.005         | 1/200    |
| 23×33      | 1/1000   | 0.001                         | 0.004629…     | 1/216    |

※ 素因数分解は六進表記。
| 指数 | -1        | -2                  | -3                    | -4                      | -5                         | -10                         |
| ---- | --------- | ------------------- | --------------------- | ----------------------- | -------------------------- | --------------------------- |
| 2    | 0.3 (1/2) | 0.13 (1/4)          | 0.043 (1/12 = 1/810)  | 0.0213 (1/24 = 1/1610)  | 0.01043 (1/52 = 1/3210)    | 0.003213 (1/144 = 1/6410)   |
| 3    | 0.2 (1/3) | 0.04 (1/13 = 1/910) | 0.012 (1/43 = 1/2710) | 0.0024 (1/213 = 1/8110) | 0.00052 (1/1043 = 1/24310) | 0.000144 (1/3213 = 1/72910) |

## 命数法
六進命数法とは、6 を底とする命数法である。

### 命数法の基本構造
六進命数法は、0（零）から「10」となる六までを一つの名詞として命名し、七から十一までを「6+1」「6+2」…「6+5」という形式で命名し、六の倍数は「2×6」「3×6」「4×6」「5×6」という形式で命名する。その次は、100となる三十六や、1000となる二百十六など六の冪数（6p）で新しい数詞が付けられる。「m×6p」となる数も、200となる七十二は「六の二乗の二倍」「二倍の三十六」、300となる百八は「六の二乗の三倍」、4000となる八百六十四は「六の三乗の四倍」「四倍の二百十六」、5000となる千八十は「六の三乗の五倍」として命名される。
| 六進数 | 六進命数法 | 十進命数法 | 六進数 | 六進命数法 | 十進命数法 | 六進数 | 六進命数法 | 十進命数法 |
| ------ | ---------- | ---------- | ------ | ---------- | ---------- | ------ | ---------- | ---------- |
| 1      | 一         | 一         | 21     | 二六一     | 十三       | 41     | 四六一     | 二十五     |
| 2      | 二         | 二         | 22     | 二六二     | 十四       | 42     | 四六二     | 二十六     |
| 3      | 三         | 三         | 23     | 二六三     | 十五       | 43     | 四六三     | 二十七     |
| 4      | 四         | 四         | 24     | 二六四     | 十六       | 44     | 四六四     | 二十八     |
| 5      | 五         | 五         | 25     | 二六五     | 十七       | 45     | 四六五     | 二十九     |
| 10     | 六         | 六         | 30     | 三六       | 十八       | 50     | 五六       | 三十       |
| 11     | 六一       | 七         | 31     | 三六一     | 十九       | 51     | 五六一     | 三十一     |
| 12     | 六二       | 八         | 32     | 三六二     | 二十       | 52     | 五六二     | 三十二     |
| 13     | 六三       | 九         | 33     | 三六三     | 二十一     | 53     | 五六三     | 三十三     |
| 14     | 六四       | 十         | 34     | 三六四     | 二十二     | 54     | 五六四     | 三十四     |
| 15     | 六五       | 十一       | 35     | 三六五     | 二十三     | 55     | 五六五     | 三十五     |
| 20     | 二六       | 十二       | 40     | 四六       | 二十四     | 100    | (六の二乗) | 三十六     |

### 数詞
自然言語で六進命数法の数詞を持つものは少ない。ニューギニア島近くのフレデリク・ヘンドリク島のンドム語 (Ndom) が六進法の数詞を持つと報告されている。ンドム語では、 mer が 6、 mer an thef が 12(10) (二六：6 × 2) 、tondor が 18(10)、nif が 36(10) (62)、nif thef が 72(10) (62 × 2) を意味しており、六の倍数では18(10)（三六：3 × 6）だけが独立系の数詞になっている。
| 六進数 | 十進数 | ンドム語                        |
| ------ | ------ | ------------------------------- |
| 1      | 1      | sas                             |
| 2      | 2      | thef                            |
| 3      | 3      | ithin                           |
| 4      | 4      | thonith                         |
| 5      | 5      | meregh                          |
| 10     | 6      | mer                             |
| 11     | 7      | mer abo sas                     |
| 12     | 8      | mer abo thef                    |
| 13     | 9      | mer abo ithin                   |
| 14     | 10     | mer abo thonith                 |
| 15     | 11     | mer abo meregh                  |
| 20     | 12     | mer an thef                     |
| 21     | 13     | mer an thef abo sas             |
| 30     | 18     | tondor                          |
| 33     | 21     | tondor abo ithin                |
| 43     | 27     | tondor abo mer abo ithin        |
| 52     | 32     | tondor abo mer an thef abo thef |
| 100    | 36     | nif                             |
| 120    | 48     | nif abo mer an thef             |
| 200    | 72     | nif thef                        |
| 213    | 81     | nif thef abo mer abo ithin      |

この他には、南ニューギニアのングコルンプ語(Ngkolmpu)、パプアニューギニアのヤム語（en:Yam languages）やコムンゾ語が（en:Kómnzo language）が六進法を使用しており、六の倍数や六の冪数にも個別の数詞が付けられている。これらの言語で六が底になった由来として、「もう片手は桁上がりで六の位」とする指数えが挙げられている。
| 六進数 | 十進数 | ングコルンプ語        |
| ------ | ------ | --------------------- |
| 1      | 1      | naempr                |
| 2      | 2      | yempoka               |
| 3      | 3      | yuow                  |
| 4      | 4      | eser                  |
| 5      | 5      | tampui                |
| 10     | 6      | traowo                |
| 11     | 7      | naempr traowo naempr  |
| 12     | 8      | naempr traowo yempoka |
| 13     | 9      | naempr traowo yuow    |
| 14     | 10     | naempr traowo eser    |
| 15     | 11     | naempr traowo tampui  |
| 20     | 12     | yempoka traowo        |
| 21     | 13     | yempoka traowo naempr |
| 30     | 18     | yuow traowo           |
| 43     | 27     | eser traowo yuow      |
| 100    | 36     | ptae                  |

| 六進数  | 十進数 | ングコルンプ語 | コムンゾ語 |
| ------- | ------ | -------------- | ---------- |
| 100     | 36     | ptae           | féta       |
| 1000    | 216    | tarumpao       | tarumba    |
| 10000   | 1296   | ntamnao        | ntamno     |
| 100000  | 7776   | ulamaeke       | wärämäkä   |
| 1000000 | 46656  | -              | wi         |

### 語彙
六が底になった由来は二つある。一つは、前述の「もう片手は六の位」とする指数えである。もう一つは、空間の基本的な方角が六つである事（2 面 × 3 次元 = 6。上下・左右・前後）も挙げられる。
日本語には、「十→百」という十進法が主流とされる中で、「六→三十六」という六進法に基づく語彙や名数が存在している。例として、全ての方角を指して「六合」「六方」(= 61) と呼んだり、全ての景色を指して「三十六景」「三十六峰」、全ての方策を指して「三十六策」(= 62) というように、空間や方角に関する語彙に六進法が用いられている。歌仙も「六歌仙」(= 61) や「三十六歌仙」(= 62) というように、六の累乗で数えられている。これらの数え方は、十進法が「十指の二乗で百」に対して、六進法は「六面の二乗で三十六」という発想に基づいている。
また、「二十四時間」ではなく「四六時中」(40(6)＝24(10)) といった六進命数法の語彙も用いられている。
これは江戸時代の1日を12分割する時法で「二六時中」と表現されたものを、明治以降の二十四時間制にあわせて言い直したものである。

### 単位系
六進法は、まれに単位系で使われることがある。尺貫法では、1 間は 6 尺である。

## 指数え
拳を0とすれば、0から5までの六種類の数字を片手で表現できる。六進法の指数えでは、片手(主に右手)を一の位、もう片手(主に左手)を六の位として、「五六五」すなわち、三十五（55(6)＝35(10)）まで数える。この方法では、右手で0から5まで数えて、「左手が1」すなわち六になったら桁上がりで右手を拳に戻す。
例えば、左手が「1」と右手が「5」なら「六五」すなわち十一（15(6)＝11(10)）、左手が「3」で右手が「2」なら「三六二」すなわち二十（32(6)＝20(10)）、左手が「4」で右手が「3」なら「四六三」すなわち二十七（43(6)＝27(10)）を表す。
二桁で数えるので、（1）「一の位」と「六の位」、（2）「一の位」と「六分の一の位」、（3）「六分の一の位」と「三十六分の一の位」、の三種類が計算可能になり、1.1以降の小数や仮分数も表現できる。小数は0.01（十進分数1/36）から5.5（5と5/6）までをカウントできる。

前述の左手が「3」で右手が「2」なら、32(6)で「20(10)」の他に、3.2(6)で「3と1/3」、それに0.32(6)で「5/9」(＝十進分数20/36)を表現できる。

「75(10)パーセント」すなわち3/4も、3/4＝(27/36)10＝(43/100)6から、左手が「4」と右手が「3」で0.43(6) として表現できる。
両手で十進法の指数えは、「六五」すなわち十一以降の整数を表現できず、1.1以降の小数も仮分数も表現できず、十分率しか示せないので
二分割と五分割しかできず、三分割も四分割も九分割もできない。しかし、両手で六進法の指数えは、「五六五」すなわち三十五までをカウントできる上に、1.1以降の小数も仮分数も表現できて、二分割も三分割も可能になり、両手に拡大すれば四分割と九分割も可能になる。
乗算や除算では、2のp乗、3のp乗、6×mというように段階に分ける。
- 1.2×3 = 4（十進換算：1と2/6 × 3 = 4） 、12×3 = 40（十進換算：8×3 = 24）
左手で「1×3 = 3」を行い、右手から2ずつ加えて左手に1つ加わったら右手を0（拳）に戻す。
- 100÷13 = 4（十進換算：36÷9 = 4）、1÷13 = 0.04（十進換算：1÷9 = 4/36）
「10(6) ÷ 3 = 2」の動作を左手で一回、更に右手でもう一回行なって完了する。
- 32÷2 = 14（十進換算：20÷2 = 10）
初めに左手で「2÷2 = 1」の動作を行い、次いで「12(6)÷2 = 4」の動作を行なって完了する。